# كولدنغ
كولينغ (بالدنماركية: Kolding)‏ وهي مدينة مينائية في الدنمارك تقع هذه المدينة جنوب الدنمارك يبلغ عدد سكان هذه المدينة 57 ألف نسمة وتعتبر هذه المدينة سابع أكبر مدينة في الدنمارك وفي موقع هذه المدينة جرت معركة كولينغ بين الدنماركيين والبولنديين ضد السويديين.

## توأمة
لكولينغ اتفاقيات توأمة مع كل من:
- بيزا (2007 - )[11]
- دلمنهورست (1979 - )[11]
- لابينرنتا (1947 - )[11]
- Örebro Municipality [الإنجليزية]‏ منذ (1946 - )[11]
- Nanortalik [الإنجليزية]‏ منذ (2007 - )[11]
- Stykkishólmur [الإنجليزية]‏ منذ (1979 - )[11]
- بانيفيزيس (17 أغسطس 2000 - )[11]
- أنجو (1997 - )[11]
- درامن (1946 - )[11]
- أويسكار (1982 - )[11]
- زومباثلي (1991 - )[11]
- كوياليك (2007 - )[12]
- Wuqing, Tianjin [الإنجليزية]‏ [12]
- Panevėžys urban area [الإنجليزية]‏ (17 أغسطس 2000 - )

## أعلام
- أولي كيير
- بينيت هانسن
- كاسبر أصغرين
- يان مولبي
- راسموس بيرج
- هيلين كلاي بيدرسن
- كريستيان الثالث
- ليلي نيلسن